# Þorleifsdóttir
Þorleifsdóttir ist ein isländischer Personenname, von dem der Familienname Thorleifsdóttir abgeleitet wurde.

## Bedeutung
Der Name ist ein Patronym und bedeutet Tochter des Þorleifur. Die männliche Entsprechung ist Þorleifsson (Sohn des Þorleifur).

## Namensträger
- Kristin Thorleifsdóttir (* 1998), schwedische Handballspielerin
- Þórhildur Þorleifsdóttir (* 1945), isländische Regisseurin, Schauspielerin, Tänzerin und Politikerin